# Pro Roma
Pro Roma – włoski klub piłkarski, mający swoją siedzibę w stolicy kraju - Rzymie.

## Historia
Chronologia nazw:
- 1911: Pro Roma
- 1924: fuzja z U.S. Romana
- 1926: klub rozwiązano - po fuzji z Fortitudo Roma, w wyniku czego powstał Fortitudo Pro Roma

Piłkarski klub Pro Roma został założony w Rzymie 28 sierpnia 1911 roku na bazie rozwiązanego Club Sportivo Ardor (powstał w 1908). W 1912 roku reorganizowano pierwszy poziom mistrzostw Włoch. Po raz pierwszy wzięły w nich udział kluby z południowej części kraju. Dlatego w sezonie 1912/13 klub debiutował w Prima Categoria, w której zajął piąte miejsce w grupie laziale. W kolejnych dwóch sezonach zakończył rozgrywki na piątej pozycji. Po przerwie związanej z I wojną światową w 1919 reaktywował swoją działalność. W sezonie 1919/20 jak i poprzednio zajął piąte miejsce w Sezione laziale. W następnym sezonie awansował o jedną pozycję i był czwartym w Sezione laziale. W 1921 powstał drugi związek piłkarski C.C.I., w związku z czym mistrzostwa prowadzone osobno dla dwóch federacji. W sezonie 1921/22 startował w Prima Divisione Lega Sud (pod patronatem C.C.I.), zajmując 8.miejsce w grupie Laziale. W 1922 po kompromisie Colombo mistrzostwa obu federacji zostały połączone, w związku z czym klub został zakwalifikowany do Seconda Divisione. Po dwóch latach gry w niższej klasie w 1924 wrócił do Prima Divisione. W 1924 do klubu dołączył U.S. Romana. W sezonie 1924/25 był piątym w grupie laziale. W następnym sezonie ponownie był szóstym, po czym połączył się na stałe z Fortitudo Roma i przyjął nazwę Fortitudo Pro Roma, który 22 lipca 1927 roku po fuzji z Alba Audace Roma i FBC Roma założył klub AS Roma.

## Sukcesy

### Trofea międzynarodowe
Nie uczestniczył w rozgrywkach europejskich (stan na 31-12-2016).

### Trofea krajowe
| \| \| Zdobyte trofea w rozgrywkach Włoch (stan na: 31-05-2017) \| |                                                          |      |                                                  |
| Rozgrywki                                                         | Osiągnięcie                                              | Razy | Sezon(y)                                         |
| · Mistrzostwo                                                     | I miejsce                                                | 0    |                                                  |
| · Mistrzostwo                                                     | II miejsce                                               | 0    |                                                  |
| · Mistrzostwo                                                     | III miejsce                                              | 0    |                                                  |
| · Mistrzostwo                                                     | 4.miejsce                                                | 1    | 1920/21 (grupa laziale)                          |
| · Puchar                                                          | zdobywca                                                 | 0    |                                                  |
| · Puchar                                                          | finalista                                                | 0    |                                                  |
| II liga                                                           | I miejsce                                                | 0    |                                                  |
| II liga                                                           | II miejsce                                               | 0    |                                                  |
| II liga                                                           | III miejsce                                              | 2    | 1922/23 (grupa laziale), 1923/24 (grupa laziale) |
| Włochy                                                            | Zdobyte trofea w rozgrywkach Włoch (stan na: 31-05-2017) |      |                                                  |

## Stadion
Klub rozgrywał swoje mecze domowe na boisku sportowym Campo Piramide przy Via Ostiense w Rzymie.